# Врањевци
Врањевци (мкд. Врањевци) су насеље у Северној Македонији, у јужном делу државе. Врањевци припадају општини Новаци.

## Географија
Насеље Врањевци је смештено у јужном делу Северне Македоније. Од најближег већег града, Битоља, насеље је удаљено 17 km источно.
Врањевци се налазе у источном делу Пелагоније, највеће висоравни Северне Македоније. Насељски атар на западу је равничарски, док у источном делу издиже Селечка планина. Надморска висина насеља је приближно 650 метара.
Клима у насељу је континентална.

## Становништво
Врањевци су према последњем попису из 2002. године били без становника. Село је плански расељено од 1961. године због ширења копова угља. 1961. године у селу је живело 319 становника.
Претежно становништво по последњем попису били су етнички Македонци.
Већинска вероисповест било је православље.